# Фрунзенский район (Саратов)
Фру́нзенский райо́н — один из шести районов города Саратова.

## Описание

Фрунзе М. В. памятник в Саратове

Образован в сентябре 1936 года. Площадь — 743 га, население 49,3 тысяч человек (6 % от общего числа жителей Саратова). Центральный район Саратова, на территории которого находится основное число торговых, развлекательных и общественных заведений города. Граничит с Октябрьским, Волжским, Ленинским и Кировским районами Саратова.

## География
Северная граница района проходит по улице Большая Казачья от улицы Радищева до Аткарской, далее по Привокзальной площади, полотну железной дороги от вокзала на юг до улицы Рабочая, потом по улице Емлютина и Слонова и поднимается на гору в сторону Кумысной поляны. Граница района огибает санаторий «Октябрьское ущелье» по склону Лысой горы и спускается с горы по Новоузенской улице до Вокзальной. Южная граница района далее пересекает железнодорожное полотно и идёт по улицам Шелковичной, Рахова, Советской, Мирному переулку, улице Сакко и Ванцетти до Радищева, где граница и замыкается.
Территория района включает в себя как равнинные территории центральной части Саратова, так и подножье и склон Лысой горы (227,9 м). Первый горизонт грунтовых вод в центральной части поднимаются до 2 метров, в районе пересечения улиц Большой Казачьей и Университетской. Ближе к западной границе грунтовые воды опускаются до уровня 5-10 метров.

## Население
| 1959    | 1970    | 1979    | 1989    | 2002    | 2009    | 2010    |
| ------- | ------- | ------- | ------- | ------- | ------- | ------- |
| 43 517  | ↗46 190 | ↗54 614 | ↗56 748 | ↘49 651 | ↗49 986 | ↘49 586 |
| 2012    | 2013    | 2014    | 2015    | 2016    | 2017    | 2018    |
| ↘49 584 | ↘49 532 | ↘49 455 | ↘49 282 | ↘49 170 | ↘49 098 | ↘48 634 |
| 2019    | 2020    | 2021    |         |         |         |         |
| ↗48 880 | ↗48 930 | ↘45 540 |         |         |         |         |

## Социальная сфера
На территории района расположены такие крупные объекты торговли, как Крытый рынок, Торговый дом «Центральный», Детский мир, вещевой и продуктовый рынок (на месте Митрофаньевского рынка). Из развлекательных заведений: Саратовский цирк, кинотеатры «Пионер», «Победа», «Оскар», стадион «Локомотив», Саратовский академический театр юного зрителя имени Ю. П. Киселёва, Саратовский академический театр драмы имени И. А. Слонова.
Во Фрунзенском районе расположен Детский парк, санаторий «Октябрьское ущелье».
Район считается одним из процветающих в Саратове, однако есть и проблемы. Например микрорайон «Лысая гора» страдает от нехватки общественного транспорта.

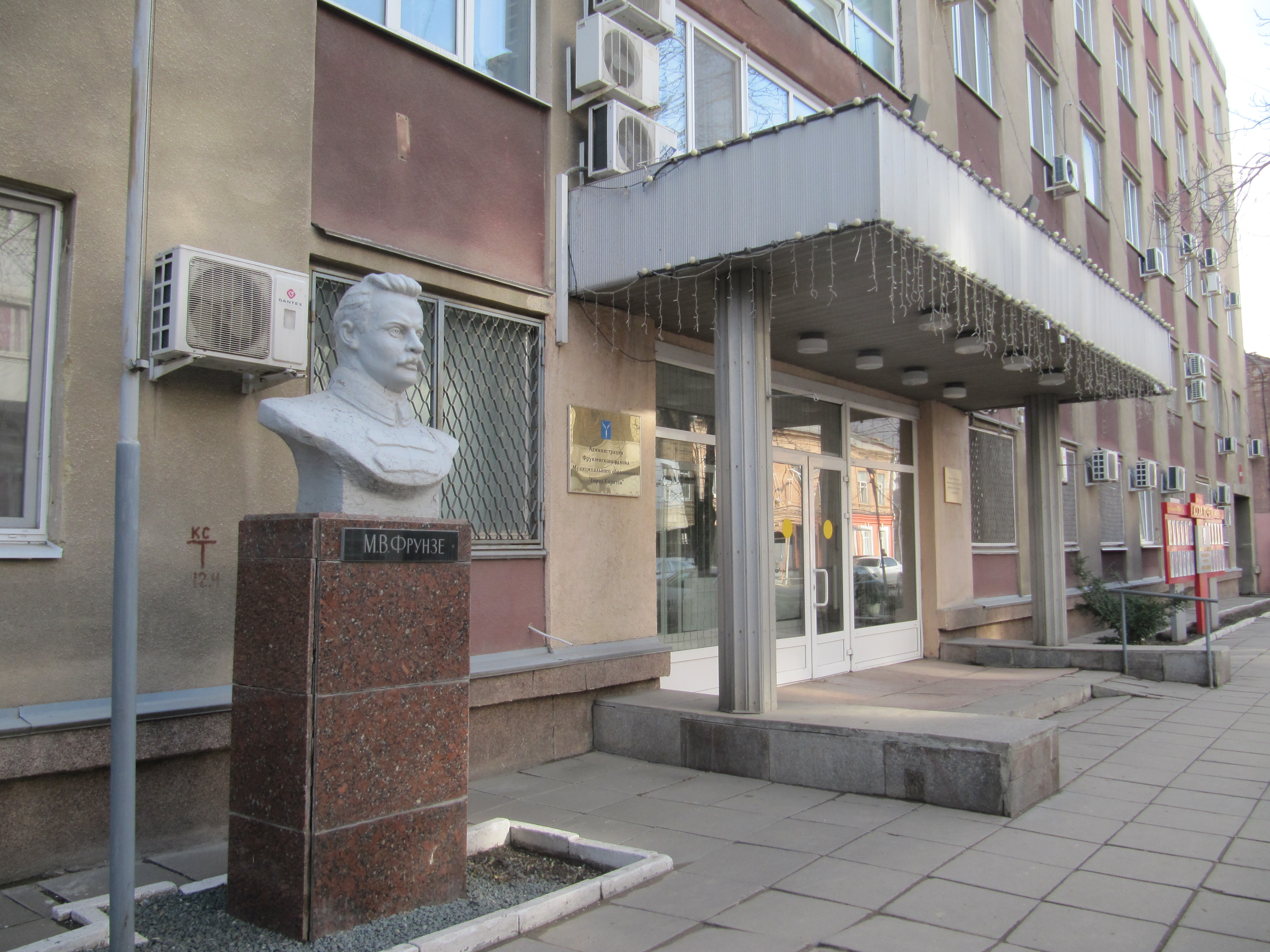
Администрация Фрунзенского района Саратов

## Инфраструктура
Через территорию района проходят такие городские магистрали, как улица Большая Садовая, Астраханская, Рабочая, Степана Разина, Рахова, Чапаева и Радищева.
По району проходят троллейбусные маршруты № 2, 2а, 3, 15, 16; трамвайные маршруты № 3, 9, 10, а также большое число маршрутов автобусов и маршрутных такси.

## Органы власти
Фрунзенский муниципальный район является частью муниципального образования «Город Саратов». Адрес администрации — улица Дзержинского, 13/15.